# Lago Großer Wumm
El lago Großer Wumm (en alemán: Großer Wummsee) es un lago situado al norte del distrito rural de Prignitz Oriental-Ruppin —junto a la frontera con el estado de Mecklemburgo-Pomerania Occidental—, en el estado de Brandeburgo (Alemania), a una elevación de 61 metros; tiene un área de 152 hectáreas.
Este es uno de los lagos que forman parte del sistema de lagos Rheinsberg.